# Безпідметове речення
Безпідметове речення
Хоч підмет та присудок (головна пара) і найважніше словосполучення в реченні, та все ж далеко не вся наша мова виливається в такі словосполучення, де є головна пара, з звичайним підметом та присудком. Чимало в мові буває таких словосполучень, де або бракує чогось із головних членів речення, або вони складні, тобто більші за звичайні однослівні підмет і присудок. Зокрема досить поширені безпідметові речення.
Безпідметові речення взагалі вживаються в мові тоді, як або не можна назвати підмета, бо він невідомий (наприклад, Уже нахмарило), або його не бажано називати (наприклад, Йому запропоновано посаду), або нарешті як у мові нема засобів висловлюватися звичайним реченням із головною парою, хоч би в мислі підмет і відомий був (наприклад, Дощу немає).
На форми безпідметових речень українська мова досить багата, але не всі вони виявляють однаковий ступінь безпідметовости. Щодо цього, то всі їх можна поділити на дві головні групи — безпідметові речення з великою безпідметовістю й речення з безпідметовістю відносною (меншою).
Перша група визначається більш чи менш наявною формою середнього роду присудка. Це спільна ознака усіх безпідметових речень цієї групи. Сюди належить кілька розрядів речень.
Так само декілька розділів і безпідметових речень другої групи, себто тих, що їх присудки виразніше вказують на підмет.

## Безпідметове речення на-но, -то
Безпідметові речення з віддієприкметниковим присудком на -но, -то дуже поширені в українській мові. Це найбільше безпідметові речення, бо в них не тільки немає підмета, а й сама форма присудка майже ніяк не вказує на підмет, у кожному разі ще менше, як то буває в інших безпідметових реченнях із присудком на -о, де більш-менш виразно виступає середній рід. Тільки з історії мови стає видно, що форми як писано, роблено, викрито це середній рід однини колишніх дієприкметників писанъ, писано, писана, тепер же ніщо вже не вказує на те, бо ці форми вже не паруються як прикметники з іменниками середнього роду, а виступають у реченні зовсім незалежними і звичайно керуючи іншими словами як справжні дієслова, наприклад, книгу вже принесено, нам раджено цього не робити, його вибрано на голову і т. ін. Та й не вживаються ці форми ніде більш, крім як у подібних безпідметових реченнях, отже це звичайнісінькі дієслова-присудки тільки в особливій
формі. Не слід плутати таких безпідметових речень із реченнями двочленовими, де в присудку буде звичайний дієприкметник з родовими й числовими закінченнями, отже:
хату виметено — хата виметена
коня підковано — кінь підкований
його (горща) розбито — воно розбите
коні (знах. відм.) продано — коні продані
поле (знах. відм.) засіяно — поле засіяне і т. ін.
Отже в жодному разі не може бути сполучення займенника-підмета воно з присудком на -но, -то як от напр.:
Левченко підійшов до свого ліжка. Воно було застелено старою ковдрою (М.Черняв.).Мусить бути воно було  застелене .
У перших (безпідметових) реченнях головна увага на дії (присудку), тільки в них зовсім не означене те, з чого виходить дія (підмет), а лише те, на що направлена вона; у других — навпаки — дія зовсім і не означена, і увага зосереджена на підметах, а до них тільки додані як частина, складного присудка (але без дієслова) дієприкметники, що визначають ознаки підметів як наслідки чинности. Ті й ті словосполучення в українській мові вживані, алеж, вони не однозначні, то й добрі вони будуть лише на своєму місці. Наскільки це різнозначні словосполучення, видно з того, як в'яжуться їх дієприкметники з іншими словами. Наприклад, речення, хліб у нас куплений цілком природно зв'язати з таким додатком, як а не свій, де в свій, рівнобіжному з куплений, уже немає жодної дієслівности. Або ще так: хліб у нас був і свій і куплений — вона була гарна, як намальована, хата була виметена — в'яжуться більше з дієсловами, як купили, зробили тощо.
Тим то безпідметові речення на -но, -то, до речі, будуть лише тоді, коли ті присудки на - но, -то означають дію живої істоти, хоч і невідомої або просто неназваної, як наприклад, книгу написано (про людей), його призначено (про представників влади), хлопця покусано (про собак, комарів), траву потолочено (про худобу) і т. ін., але ніяк не може бути безпідметових речень на місці таких, як і небо невмите і заспані хвилі, як збудоване людське тіло, усі гори вкриті лісом тощо. У цьому другому випадку можливі тільки двочленові речення з дієприкметниками на -ний, -не, -на, -ні (множина), у першому ж можливі ті й ті, але тільки на своєму місці. Наприклад, і крамницю замкнено і крамниця замкнена поправні словосполучення, тільки ж на дверях крамниць слід вивішувати таблицю з написом крамниця замкнена, а не крамницю замкнено, бо цей другий напис був би доречний хіба в таких випадках, коли б треба було сказати, що крамницю замкнули (наприклад, з розпорядження фінінспектора, міліції, абощо).
Безпідметове речення на -но, -то, коли присудок цей не повинен визначати дію живої істоти, можливе як певний стилістичний засіб своєрідної безсуб'єктної персоніфікації, граматичного уособлення. Так, наприклад, Дивлюся ранком — Вже заволочено серпанком сіреньким небо.(Л. Україн.) ми можемо розглядати не як граматичний недогляд, а як свідоме бажання сказати ніби «наче хтось заволік», принаймні так розуміти ці вірші ніщо не заперечує.
Та не можна виправдати подібного безпідметового речення в «Пісні сліпих» О. Олеся, де сліпі, між іншим, кажуть: Світ нам застелено чорною хмарою, Сонечко яснеє ще нам не сходило — бо недоречний же тут був би образ «хтось нам заслав світ» і можна лише «світ нам застелений».
Так само як граматичний недогляд сприймаємо ми в цього ж поета безпідметове речення і в такому вірші: Ранок, зеленеє свято кінчається, Гаснуть на люстрах небесних свічки. Килим поволі з підлоги згортається. Зірвані квіти, ґірлянди, стрічки. Небо закрито завісою темною, Заслані сірим серпанком поля.
бо коли й можна припустити, що поет бажав змалювати передранішні події в природі як вчинок мітичного чи поетичного «хтось», то тоді ж слід би чекати і в сусідніх рядках «зірвано квіти», «заслано поля». А вже аж надто не до речі вжита безпідметова конструкція в А. Головка в такому місці: Давид… п'є степове повітря. І, либонь, хміліє від нього: очі якось аж затуманились, розкрито обвітрені уста.
Присудки на -но, -то, звичайні від переємних дієприкметників, себто від дієприкметників із перехідних дієслів зрідка бувають із інших дієслів (неперехідних), але тільки від таких, що визначають дію живої істоти і в дієйменнику кінчаються на -ти, наприклад, заграно, походжено. Тоді жартовано із нами. (Ів. Франко). Ніколи ж не бувають такі присудки від заспаний, скажений, і взагалі прикметників (печений, коханий…). Тим то непоправною треба визнати конструкцію в Лесі Українки в такому, наприклад, місці: Я збагнула, Що забуття не суджено мені.
бо суджений могло повстати від дієслова, судитися, то й конструкція має бути забуття не суджене мені, як і вона не суджена мені (а не «її не суджено мені»).
Часове значіння присудків на -но, -то в безпідметових реченнях виявляється в певних зв'язках. Із таких звичайних словосполучень, як книгу куплено вчора, приватну власність на землю давно вже скасовано тощо, а також із близьких стосунків присудків на -но, -то з присудків на -ли (сказано — сказали) бачимо, що це значіння — минулий час. Ось декілька прикладів.
Поставлено та поставлено, Тільки нас та не прошено; Якби нас просили, То б ми ся поживил и . (З весільної пісні)
Романа теж прогнано тоді з економії. (М. Коцюб.).
Коли сь на Яхрема скрізь подейкувано, що він крадене передержує. (Б. Грінч.)
Із мал к у учено нас на Москві. (П. Куліш)
Учор а до пізньої ночі прокопувано дорогу. (Ів. Франко)
Уж е тайник засипано землею. (Б. Грінч.)
Я ж прийшла в гості, і мене прошено «зостатись, посидіти», ну я й зосталась і посид іла . (Л. Україн.)
Тим і в інших випадках безпідметові речення з присудком -но -то звичайно минулого часу: Нас на віки розділено з тобою. (П. Куліш)
Наумиху звано старосвітською жінкою. (М. Коцюб.)
і т. ін. Все ж уживаються такі безпідметові речення і з було, набуваючи відтінку значіння передминулого часу: Купив син соли, скільки було сказ ано йому. (Нар. прип.)
Пішли вони дальше в другий льох, де бу ло зл ожен о саме золото. (Нар. казка)
І навіть піднято було мене на сміх. (М. Рильськ.)
Не встигла й ніч настати, як бу л о вже місто взято . (Л. Україн.)
Як і звичайні дієслова минулого часу, присудки на -но, -то в умовному способі можуть мати значіння й майбутнього часу: Тепер же ми ходім на шанці, щоб бачено, що пильні й щирі ми. (Б. Грінч.)
У діловій мові частенько було вживається у цих реченнях без потреби і безпідставно, тобто там, де присудки на -но, -то визначають просто минулий час і нема потреби на передминулий відтінок, як от напр.: «після довгих дебатів, було винесено резолюцію», де досить сказати «після довгих дебатів винесено резолюцію».
Проте занепад часовости в дієприкметникових присудках на -но, -то в живій мові почувається чимраз більший, чим пояснюється поява й конструкції безпідметових речень із -но, -то з помічним дієсловом буде: буде зроблено і т. ін.
Нарешті слід відмітити ще одну рису безпідметових речень на -но, -то: додаток іменниковий знахідного відмінку в таких реченнях переважно стоїть перед присудком, а не по них, як у реченнях із підметом.